# Bataille royale
Bataille royale oder Casino War ist ein vor allem in französischen und amerikanischen Spielbanken betriebenes Glücksspiel.
Der Ursprung dieses Casinospiels liegt in einem weit verbreiteten Kartenspiel für Kinder, das im deutschen Sprachraum als Leben und Tod bzw. Krieg und Frieden, in Österreich als Kriegeln, in der Schweiz als Burechrieg (Bauernkrieg) und in Frankreich als Bataille (dt. Schlacht) bekannt ist. In Großbritannien heißt das Spiel Battle, in den USA War (dt. Krieg).

## Das Kinderspiel

### Das Spiel zu zweit
Leben und Tod wird von zwei Spielern mit einem Paket zu 32 oder 52 Karten gespielt. Die Farben spielen bei Leben und Tod keine Rolle, das Ass gilt als die höchste Karte, die Sieben bzw. Zwei als niedrigste. Sämtliche Karten werden ausgeteilt, jeder Spieler erhält ein Päckchen zu 16 bzw. 26 Karten, das er verdeckt vor sich auf den Tisch legt.
Beide Spieler decken die jeweils oberste Karte ihres Päckchens auf. Der Spieler, der die dem Wert nach höhere Karte besitzt, nimmt die beiden aufgedeckten Karten an sich und legt sie verdeckt vor sich auf den Tisch. Decken beide Spieler gleiche Werte auf, z. B. zwei Buben, so werden die beiden Karten offen in die Mitte gelegt. Dann legt jeder Spieler darauf eine weitere Karte verdeckt und zuletzt eine Karte offen. Der Spieler, der nun die höhere Karte aufdeckt, erhält beide Stapel – d. h. alle sechs Karten. Sollten wiederum zwei gleiche Karten aufgeschlagen werden, so wird diese Prozedur wiederholt, womit es beim nächsten Aufschlagen bereits um zehn Karten geht. Danach setzt sich das Spiel wie gewöhnlich fort, solange bis jeder Spieler seinen Stapel aufgebraucht hat.
Sodann mischt jeder Spieler die vor ihm verdeckt liegenden Karten, legt sie wiederum zu einem Päckchen gestapelt vor sich hin und das Spiel wird fortgesetzt. Sieger ist derjenige Spieler, der seinem Gegner alle Karten abnehmen kann.

### Das Spiel zu drei oder mehr Personen
Die vorstehende Regel lässt sich auf einfache Weise für das Spiel zu dritt bzw. zu viert verallgemeinern: jeder Teilnehmer deckt eine Karte auf und der Spieler mit der höchsten Karte gewinnt die offenen Karten. Sollten zwei oder mehr Spieler Karten mit dem gleichen höchsten Wert aufdecken, so legen diese Spieler jeweils eine weitere verdeckte Karte auf den Stapel und dann eine offene Karte. Wer dabei die höchste Karte aufdeckt gewinnt alle in die Mitte gelegten Karten.

### Supertrumpf
Eine weitere Variante dieses Spiels ist Supertrumpf oder Megatrumpf, das mit Quartett-Karten gespielt wird (siehe Supertrumpf).

## Das Casinospiel

### Die Regeln
Beim Casinospiel werden sechs Pakete zu 52 Blatt französischer Spielkarten, also 312 Karten verwendet. Der Spieler tätigt einen Einsatz entsprechend den vorgegebenen Limits, danach erhält er eine Karte und ebenso der Croupier.
Ist die Karte des Spielers höher als die des Croupiers, so gewinnt der Spieler even money, d. h. im Verhältnis 1 : 1. Ist die Karte des Spielers niedriger als die des Croupiers, so gewinnt die Spielbank. Sind die Karten von Spieler und Croupier gleichwertig, so kommt es zur Bataille bzw. zum War.
- Der Spieler kann nun entweder die Hälfte seines Einsatzes verlorengeben (Retirer bzw. Surrender) oder
- Seinen Einsatz verdoppeln. Sodann wird – wie im Kinderspiel – jeweils eine Karte verdeckt und eine weitere Karte offen aufgelegt.
  - Ist die Karte des Spielers höher oder gleich der Karte des Croupiers, so erhält der Spieler einen Gewinn in der Höhe seines ursprünglichen Einsatzes ausbezahlt.
  - Ist die Karte des Croupiers höher, so zieht die Spielbank den vollen Einsatz ein.

### Nebenwette auf Tie
Als Spieler kann man auch darauf wetten, dass der Croupier und der Spieler gleichwertige Karten ziehen (Tie); trifft dieser Fall ein, so wird die Wette auf Tie mit einer Quote von 10:1 bezahlt.

### Gewinnwahrscheinlichkeit und Bankvorteil
Die Gewinnwahrscheinlichkeit ist zwar für den Spieler geringfügig größer als ½, der Bankvorteil kommt dadurch zustande, dass ein Spieler, wann immer es zu einer Bataille kommt, seinen Einsatz erhöhen muss und somit riskiert, zwei Einsätze zu verlieren, er aber im Gewinnfall nur den einfachen Einsatz ausbezahlt erhält. Der Bankvorteil beträgt daher ca. 2,7 %, wenn der Spieler die Entscheidung durch eine Bataille bzw. War herbeiführt, im Falle einer Aufgabe (Retirer bzw. Surrender) sogar 3,7 % – d. h., es ist günstiger, sich für die Bataille zu entscheiden.
Wird – so wie im Casino Monte Carlo – mit nur zwei anstelle von sechs Paketen gespielt, so beträgt der Bankvorteil nur 2,5 %. Die Wette auf Tie ist für den Spieler sehr nachteilig, der Bankvorteil beträgt 18,6 % beim Spiel mit sechs Paketen. Während das eigentliche Spiel für den Spieler bei nur zwei Paketen günstiger ist (Bankvorteil 2,5 % statt 2,7 %) ist die Wette auf Tie bei nur zwei Paketen noch wesentlich schlechter: der Bankvorteil beträgt dann sogar 25,2 %.